# Chargé
Chargé is een gemeente in het Franse departement Indre-et-Loire (regio Centre-Val de Loire). De plaats maakt deel uit van het arrondissement Tours. Chargé telde op 1 januari 2022 1.352 inwoners.

## Geografie
De oppervlakte van Chargé bedroeg op 1 januari 2022 8,46 vierkante kilometer; de bevolkingsdichtheid was toen 159,8 inwoners per km².

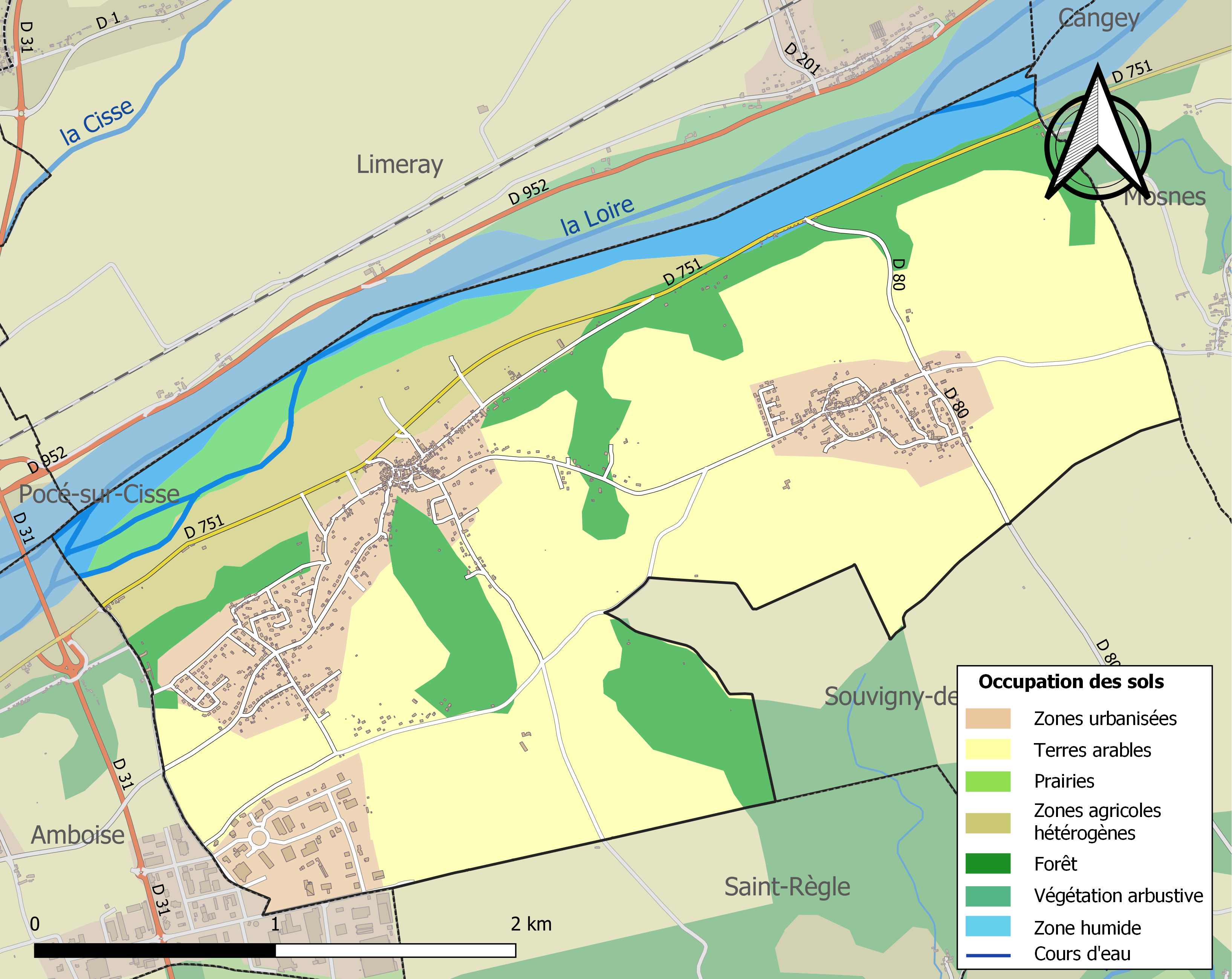
Kaart van de gemeente met belangrijkste infrastructuur, bodemgebruik en omliggende gemeenten

## Demografie
Onderstaande figuur toont het verloop van het inwonertal (bron: INSEE-tellingen).